# Tagkawayan
Tagkawayan (Bayan ng Tagkawayan) är en kommun i Filippinerna. Kommunen ligger på ön Luzon, och tillhör provinsen Quezon. Folkmängden uppgår till 44 290 invånare.

## Barangayer
Tagkawayan är indelat i 45 barangayer.
| - Aldavoc - Aliji - Bagong Silang - Bamban - Bosigon - Bukal - Cabugwang - Cagascas - Casispalan - Colong-colong - Del Rosario - Cabibihan - Candalapdap - Katimo - Kinatakutan | - Landing - Laurel - Magsaysay - Maguibuay - Mahinta - Malbog - Manato Central - Manato Station - Mangayao - Mansilay - Mapulot - Munting Parang - Payapa - Poblacion - Rizal | - Sabang - San Diego - San Francisco - San Isidro - San Roque - San Vicente - Santa Cecilia - Santa Monica - Santo Niño I - Santo Niño II - Santo Tomas - Seguiwan - Tabason - Tunton - Victoria |